# Verzorgingsplaats Scaligera
De Verzorgingsplaats Scaligera is een verzorgingsplaats in Italië langs de A4 bij de plaats Soave.
De verzorgingsplaats is geopend in 1969 als verzorgingsplaats Soave van de Italiaanse keten Pavesi. Het is een van de twee laatste brugrestaurants van architect Bianchetti. Zijn ontwerp met toegangsgebouwen met een toren aan weerszijden van de weg bood de mogelijkheid om de brug van twee verdiepingen te voorzien. Soave kent alleen de verdieping met restaurant en daar boven een gevelbeplating. De hotelverdieping is alleen bij het vergelijkbare ontwerp in Alfaterna ook echt gerealiseerd. De toegangsgebouwen zijn voorzien van een Tourist Market waar de bezoekers doorheen moeten op weg naar de uitgang. Pavesi is onderdeel van de keten Autogrill en op de gevel is het grote Pavesi-logo dan ook vervangen door dat van Autogrill.